# Список керівників держав 148 року
В даній статті представлені керівники державних утворень. Також фрагментарно зазначені керівники нижчих рівнів. З огляду на неможливість точнішого датування певні роки владарювання наведені приблизно.
Список керівників держав 148 року — це перелік правителів країн світу 148 року.
Список керівників держав 147 року — 148 рік — Список керівників держав 149 року — Список керівників держав за роками

## Європа
- Боспорська держава — цар Реметалк I (132-154)
- Ірландія — верховний король Конн Сто Битв (123-157)
- Римська імперія
  - імператор Антонін Пій (138-161)
    - консул Салвій Юліан (148)
    - консул Гай Белліцій Кальпурній Торкват (148)
      - Нижня Германія — Гай Юлій Север (142-150)
      - Дакія — Гай Курцій Юст (148-150)
      - Далмація — Маркус Емілій Пап (147-150)
      - Нижня Мезія — Гай Прастіна Мессалін (148-151)
      - Верхня Паннонія — Марк Понтій Леліан Ларцій Сабін (146-149)
      - Нижня Паннонія — Марк Коміній Секунд (147-150)

## Азія
- Близький Схід
  - Велика Вірменія — цар Вагарш I Сохемос (144-161)
- Іберійське царство — цар Фарасман III (135-185)
- Індія
  - Західні Кшатрапи — Рудрадаман I (130-150)
  - Царство Сатаваханів — магараджа Вашиштіпутра Пулумайї (136-158/164)
- Китай
  - Династія Хань — імператор Лю Чжи (146-168)
    - шаньюй південних хунну Їлінжоші Чжуцю (147—172)
- Корея
  - Когурьо — тхеван (король) Чхатхе (146-165)
  - Пекче — король Керу (128-166)
  - Сілла — ісагим (король) Ільсон (134-154)
  - Осроена — Ма'ну VIII (139-163)
- Персія
  - Парфія — шах Вологез III (148-192)
- Сипау (Онг Паун) — Сау Кам К'яу (127-207?)
- плем'я Хунну — шаньюй Цзюйцзюйр (147-172)
- Японія — тенно (імператор) Сейму (131-191)
  - Каппадокія — Луцій Емілій Кар (148-151)

## Африка
- Царство Куш — цар Адекеталі Такідеамані (146-165)
  - Єгипет — Марк Петроній Гонорат (147-148)
  - Мавретанія Тінгітанська — Квінт Байєн Блассіан (146-150)